# Dorian Bylykbashi
Dorian Bylykbashi (Nascido a 8 de agosto de 1980, em Elbasan) é um jogador de futebol albanês que atua como atacante. Atualmente, joga pelo Partizani Tirana.

## Carreira internacional
Bylykbashi foi um dos convocados por Otto Barić  para representar a seleção da Albânia nas eliminatórias para a Euro 2008.